# París-Saclay
París-Saclay és un parc tecnològic i científic prop de Saclay a l'Illa de França. Inclou institucions de recerca, dues grans universitats franceses amb institucions d'educació superior (grandes écoles) i també centres de recerca d'empreses privades. El 2013, Technology Review va classificar París-Saclay entre els 8 millors clústers de recerca del món. El 2014, representava gairebé el 15% de la capacitat de recerca científica francesa.
Els primers assentaments daten de la dècada de 1950, i la zona es va expandir diverses vegades durant les dècades de 1970 i 2000. Actualment s'estan desenvolupant diversos projectes de desenvolupament del campus, inclòs el trasllat d'algunes instal·lacions.
La zona és ara la seu de moltes de les empreses d'alta tecnologia més grans d'Europa, així com de les dues millors universitats franceses, la Universitat París-Saclay (CentraleSupélec, ENS Paris-Saclay, etc.) i l'Institut polytechnique de Paris (École Polytechnique, Télécom ParisTech, HEC Paris, etc.). Al rànquing ARWU 2020, la Universitat París-Saclay ocupa el lloc 14 del món per a matemàtiques i el 9 del món per a la física (1r a Europa).
L'objectiu era reforçar el clúster per crear un centre internacional de ciència i tecnologia que pogués competir amb altres districtes d'alta tecnologia com Silicon Valley o Cambridge, MA.